# Estación de Durango
Durango es una estación de ferrocarril subterránea perteneciente a la línea 1 de Euskotren Trena, ubicada en el municipio vizcaíno homónimo. La estación actual fue inaugurada el 17 de diciembre de 2012, y su tarifa corresponde a la zona 4 del Consorcio de Transportes de Bizkaia.
Desde septiembre de 2013, en la estación se ofrece un servicio de Wi-Fi gratuito, financiado por Euskal Trenbide Sarea.

## Accesos
- C/ Geltoki, 2, plaza Ezkurdi
- Av. Askatasun, 4-6
- Av. Askatasun, 4-6
- Interior de la estación
- C/ Alluitz, 13

## Nueva estación
En 2007, Euskal Trenbide Sarea comenzó las obras de construcción de la nueva estación y de eliminación de varios pasos a nivel. La vía fue duplicada y soterrada dentro del programa denominado Operación Durango. La estación fue inaugurada el 17 de diciembre de 2012. La puesta en marcha del nuevo trazado trajo consigo el desmantelamiento del apeadero de Fauste-Landako.
La estación fue diseñada por la arquitecta Zaha Hadid. La forma exterior es curva, y permite el paso de luz natural sobre el andén gracias al gran lucernario de la cubierta. A cota de calle está el vestíbulo y la galería comercial, que alberga las máquinas validadoras y las taquillas. En el nivel inferior se ubica el andén central, de 91 metros de largo, al que se accede por medio de una mezzanina central equipada con escaleras y ascensor.
El edificio cuenta con una zona comercial y un aparcamiento de 350 plazas, de las cuales 96 son de disuasión.

## Aparcamiento disuasorio
El 1 de julio de 2013 entró en funcionamiento el aparcamiento disuasorio de la estación, que ofrece una tarifa bonificada a los usuarios de Euskotren. Se ubica en el nivel P-3 y tiene una capacidad de 96 plazas, de las cuales 4 están adaptadas a personas de movilidad reducida.

## Galería de imágenes

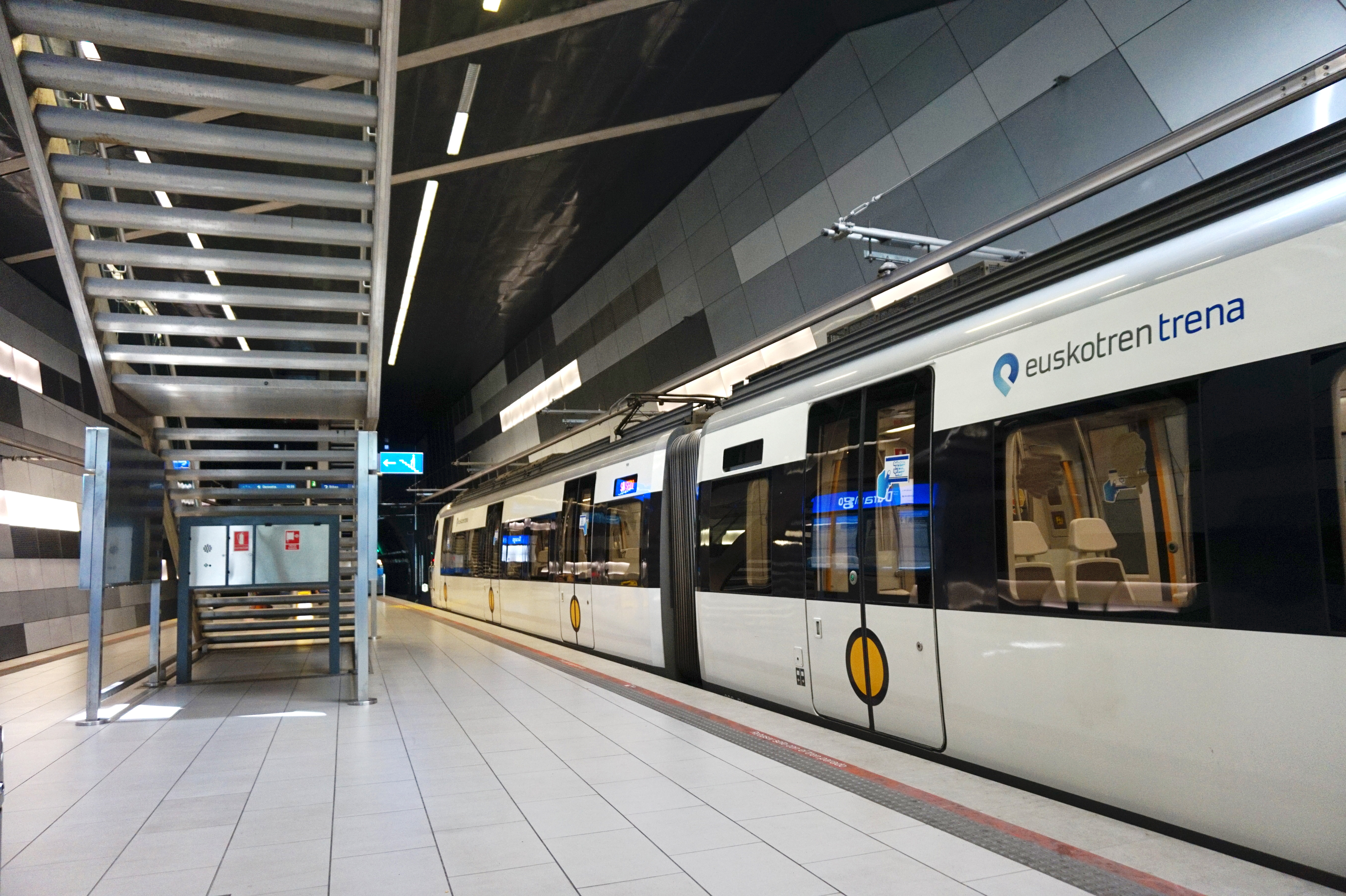
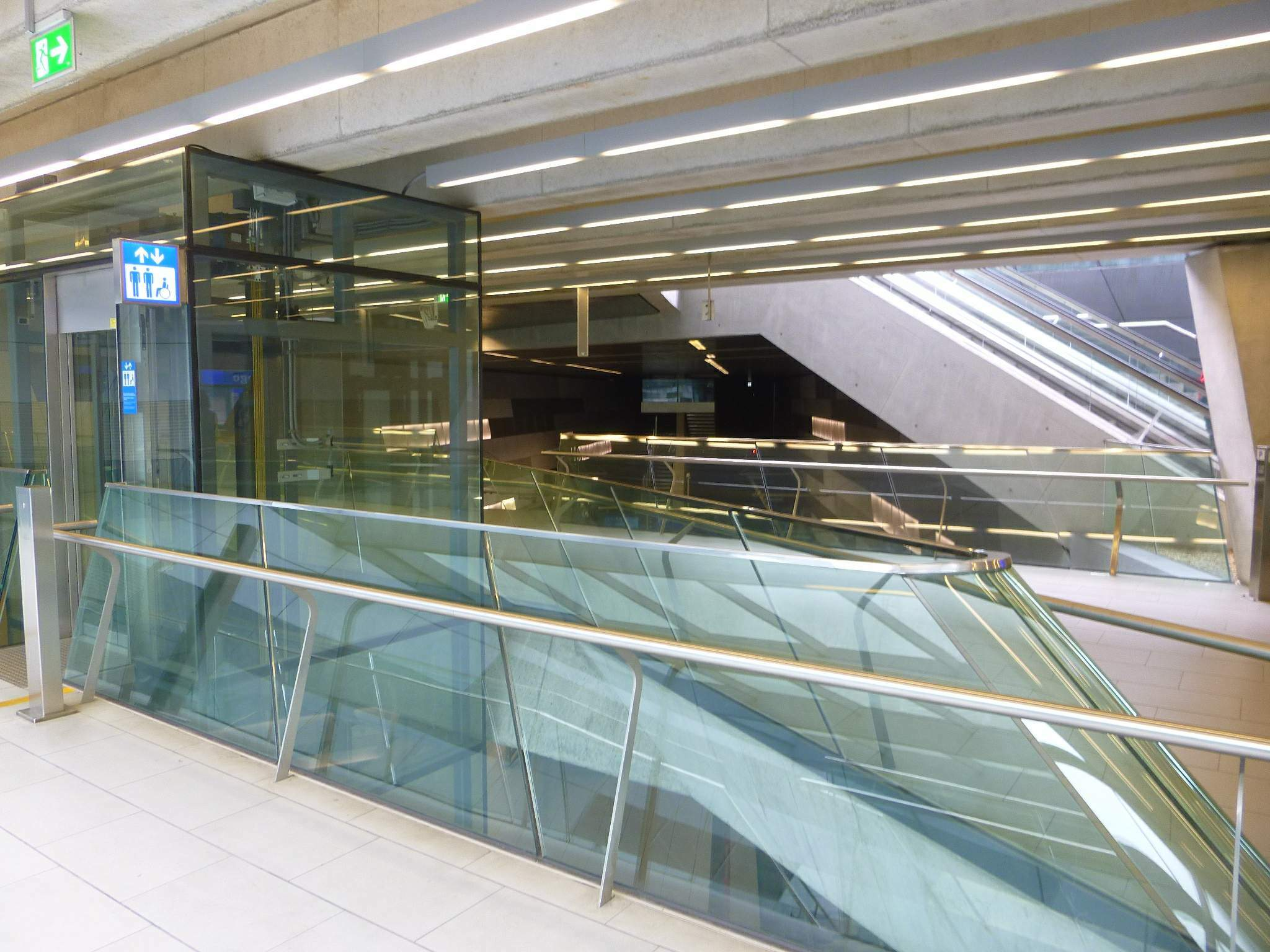
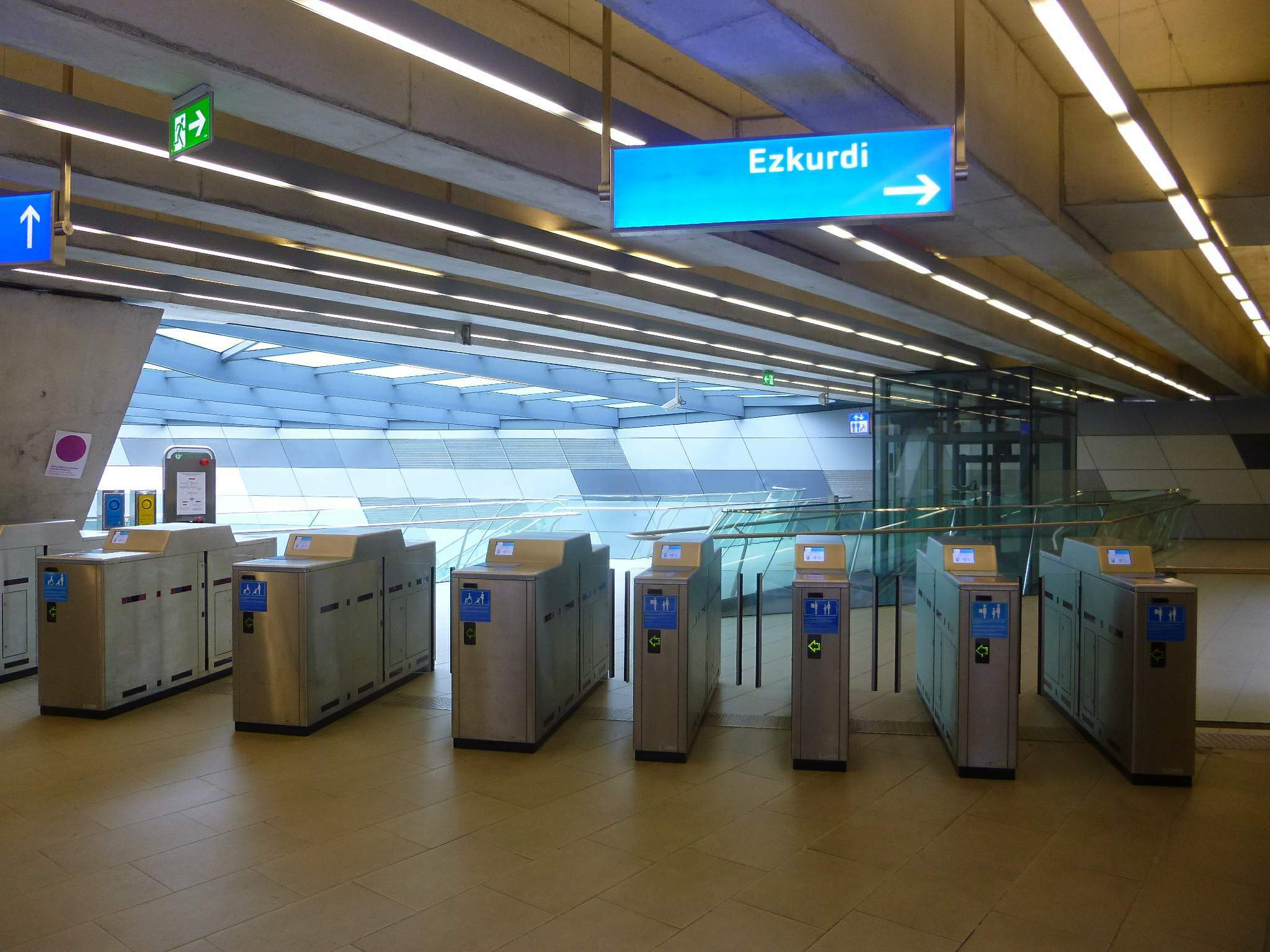
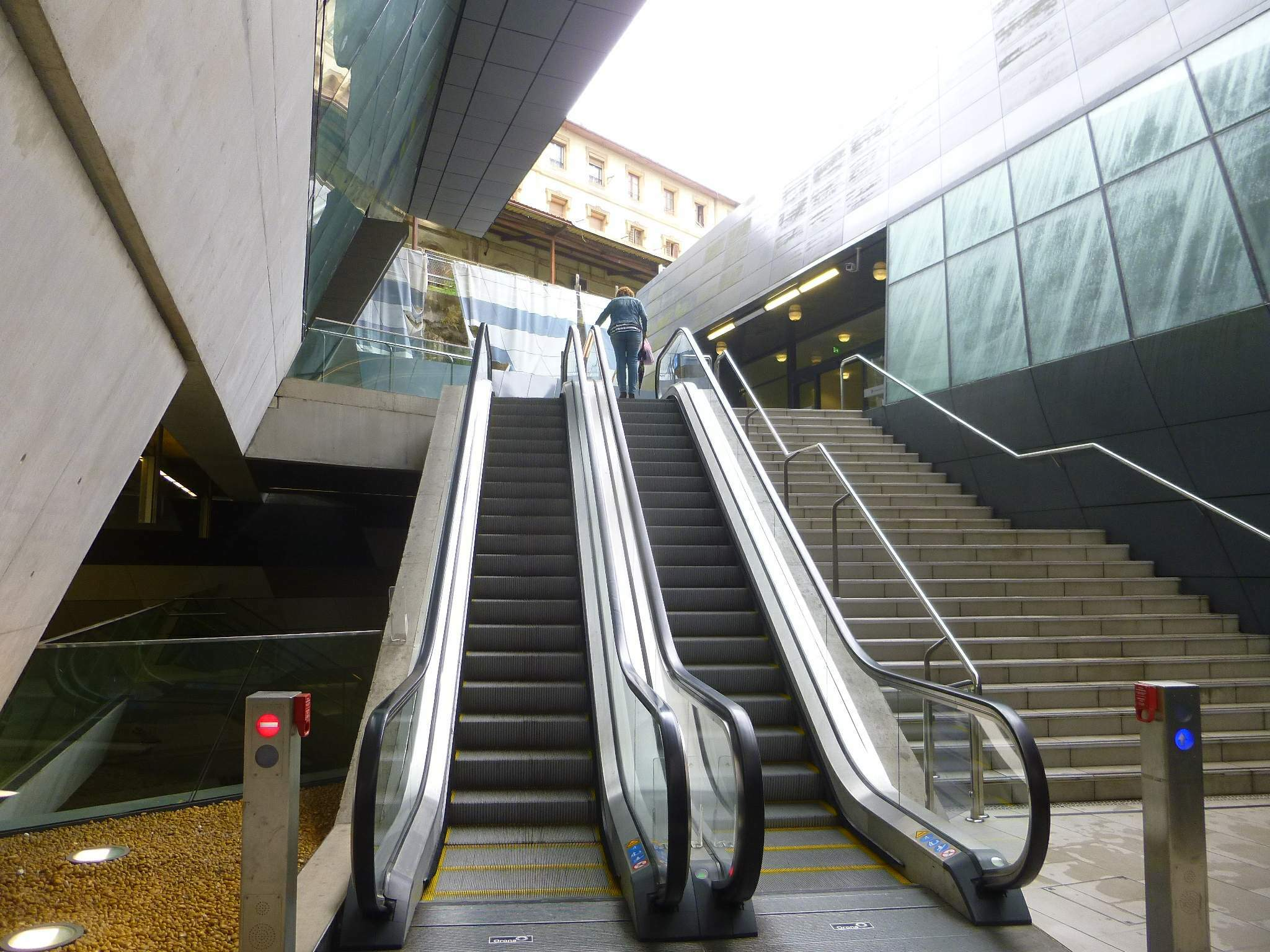
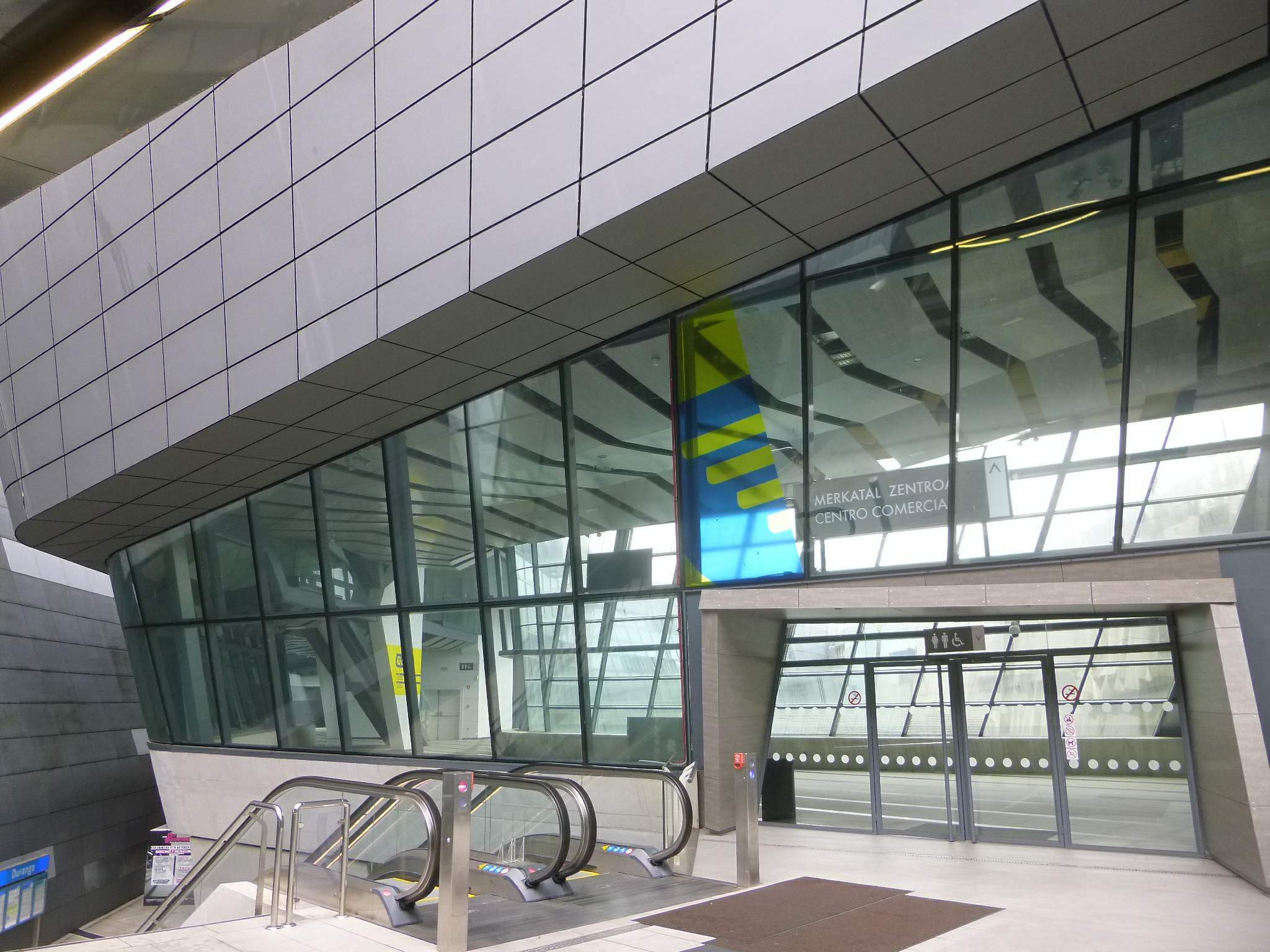